# Bij Lam en Yin
Bij Lam en Yin is een Chinees restaurant in België met een Michelinster.

## Geschiedenis
De chef-kok is Lam Yee Lap en de gastvrouw is Yin Pang. Op 22 november 2010 werd voor 2011 een Michelinster toegekend aan Bij Lam en Yin.
In de gids van GaultMillau heeft het een waardering van 15 op een schaal van 20.